# Камышовая бухта
Камышовая бухта — одна из Севастопольских бухт, до строительства защитных молов являлась частью Двойной бухты.
Бухта расположена восточнее Казачьей бухты. Название бухты видимо от того, что это одна из немногих бухт, по берегам которой раньше рос камыш. Сейчас участки берега, заросшие камышом, встречаются в расположенной неподалёку Солёной бухте. Южная часть Камышовой бухты носит название Лебяжья бухта.
Название Камышовая бухта, Камыши распространяется также на микрорайон Севастополя рядом с бухтой.
На берегах Камышовой бухты расположен Севастопольский морской рыбный порт, нефтеналивное предприятие «Югторсан», очистные сооружения, цементный завод. Пляжей нет.
Также в Камышовой бухте расположена самая мощная котельная в Крыму — 255 МВт, построенная в 1976—1986 годах.

## История

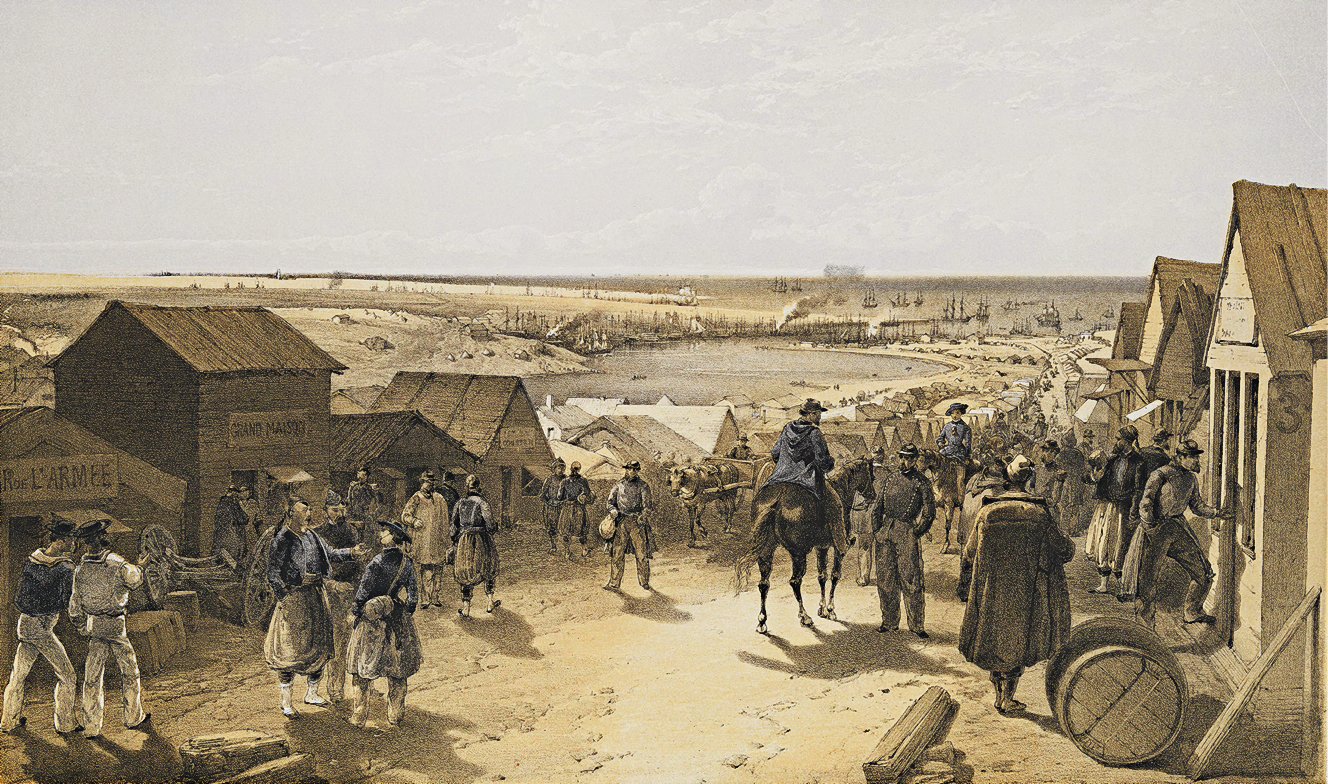
Французский лагерь в Камышовой бухте у Севастополя, 1854—1856, эвакуирован после Парижского мира

На юго-западном берегу бухты найдены остатки небольшого поселения кизил-кобинской культуры, которая известна древним грекам как тавры.
Затем на берегах бухты возникли несколько античных усадеб хоры расположенного рядом Херсонеса Таврического. Хора Херсонеса вместе с самим древним городом с 2013 года является объектом Всемирного наследия ЮНЕСКО.
На месте отдельных из усадеб античной хоры продолжали существовать средневековые усадьбы.
В нижних ярусах раскопок усадьбы № 31 (по нумерации археологов) обнаружена таврская керамика. Жизнь теплилась здесь до XV века. Таким образом, люди жили в этом месте непрерывно в течение более двух тысяч лет.
В годы Крымской войны в Камышовой бухте была стоянка французского флота (английский флот стоял в Балаклаве). По берегам вырос городок Камьеш. В городке были театр и большое количество увеселительных заведений, по этой причине французы его прозвали «маленький Париж».
После ухода французского флота городок ещё указывается на одной из первых послевоенных карт, после чего больше не упоминается. В декабре 2013 года при строительстве дома на улице Правды обнаружено французское кладбище, где хоронили жителей Камьеша.
В акватории бухты 11 февраля 1942 года погиб, подорвавшись на донной мине, минный заградитель «Дооб» из состава Охраны водного района Главной базы Черноморского Флота. Погибли шесть членов экипажа. В 2002 году был обнаружен и исследован дайверами, корпус сильно разрушен.
В 1960-х годах микрорайон был связан троллейбусной линией с центром Севастополя. Начинается застройка. В 80-х каменистая степь к северо-востоку от бухты застраивается многоэтажными домами. Одновременно, в 70-80-х годах, новые микрорайоны возникают между Камышовой бухтой и центральной частью Севастополя. В итоге микрорайон окончательно вливается в черту города.